# エゾボウフウ属
エゾボウフウ属（エゾボウフウぞく、学名：Aegopodium、和名漢字表記：蝦夷防風属）はセリ科の属の一つ。

## 特徴
多年草。地下茎があり、茎は直立し、上部で分枝する。葉は3出複葉または3出羽状複葉になる。花は複散形花序になり、複散形花序の下にある総苞片、小花序の下にある小総苞片ともに無い。萼片はふつう無く、あってもごく小さい。花弁は白色になり、ときに赤みを帯びる。果実は無毛で、分果の隆条は脈状になり、油管は無い。
ユーラシアに7-8種あり、日本には野生種1種、帰化種1種がある。

## 種

### 日本にある種
- エゾボウフウ Aegopodium alpestre Ledeb. -北海道、本州中部地方以北のほか、インド、ヒマラヤ、中国、東アジアに分布する。
- イワミツバ Aegopodium podagraria L. -ヨーロッパ原産の帰化種。

また2012年にはセントウソウ（Chamaele decumbens (Thunb.) Makino）をエゾボウフウ属に置き Aegopodium decumbens (Thunb.) Pimenov & Zakharova とする見解も発表されている（詳細は当該項目を参照）。

### 外国の種
- Aegopodium burttii Nasir
- Aegopodium handelii H.Wolff
- Aegopodium henryi Diels
- Aegopodium kashmiricum (R.R.Stewart ex Dunn) Pimenov
- Aegopodium latifolium Turcz.
- Aegopodium tadshikorum Schischk.

## ギャラリー
- エゾボウフウ
- イワミツバ